# Fortim de São Filipe
O Fortim de São Filipe localizava-se em posição dominante na ponta de Monte Serrat, então limite norte da cidade de Salvador, atual praia de Boa Viagem, no litoral do estado brasileiro da Bahia.

## História
A sua origem remonta a 1586, durante o governo-geral de Manuel Teles Barreto (1583-1587) (GARRIDO, 1940:93), quando foi erguida uma torre cercada de muralhas franqueadas por baluartes circulares, sob a invocação de São Filipe (Forte de São Filipe). Este forte, em conjunto com o Forte da Barra (Forte de Santo Antônio do Norte) e o Forte de Além do Carmo (Forte de Santo Antônio do Sul), compunham o sistema de defesa de Salvador na primeira metade do século XVI.
Reconstruído em alvenaria de pedra e cal no governo-geral de D. Francisco de Sousa (1591-1602), com traça atribuída ao arquiteto militar florentino Baccio da Filicaia, o seu terrapleno dominava o porto de Salvador, com os seus fogos cobrindo o lado do mar e o lado de terra.
Um manuscrito depositado no Instituto Histórico e Geográfico Brasileiro (L. 67 Ms. 1236), anónimo e sem data, mas do início do século XVII, possívelmente anterior a 1608, no capítulo dedicado à capitania da Bahia de Todos os Santos, sobre a cidade da Bahia (sic) informa a respeito deste forte:
"(...) contudo se fizeram nesta baía alguns fortes e plataformas com sua artilharia, que se defende uma ocasião, a saber: tem o forte de S. Felipe que tem seu capitão com ordenado de 80 mil réis e dez soldados a saber - 4 mosqueteiros, que vencem por mês a 2 mil e 800 réis e seis arcabuzeiros que vencem por mês 2.400 réis; um cabo que administra estes soldados e tem por mês, 3$200 [réis]; um Condestável tem por mês 3$200 réis e há neste forte duas meias esperas, um meio canhão e dois sacres."
Durante as Invasões holandesas do Brasil ofereceu resistência aos invasores, sendo protagonista de acirrados combates:
- em 1624-1625 como teatro da emboscada contra o governador militar de Salvador, Johan van Dorth, que aí pereceu em 17 de julho de 1624; e
- em abril-maio de 1638, tendo sido por esse ponto da periferia que as forças neerlandesas do conde Maurício de Nassau (1604-1679), desembarcaram no assalto a Salvador. BARLÉU (1974) descrevendo esse assalto, relata: "(...) e depois [de ter recebido a rendição do forte de Santo Alberto], por intermédio do tenente-coronel Brand, recebeu outro forte - o de São Filipe - situado na costa, com pequena guarnição, o qual capitulara, posto que se defendesse com cinco bocas de fogo." (op. cit., p. 82)

Encontra-se figurado por João Teixeira Albernaz, o velho ("Planta da Restituição da Bahia", 1631; e "Bahia de Todos os Santos", 1631. Mapoteca do Itamarati, Rio de Janeiro). Em detalhe no segundo mapa, observamos a sua planta em formato de um polígono hexagonal irregular, com baluartes circulares nos vértices. O acesso era feito por uma rampa, que dava acesso às dependências de serviço, no terrapleno, e encontrava-se artilhado com cinco peças.
Ainda no século XVII aí esteve degredado, entre 1655 e 1658, o escritor português D. Francisco Manuel de Melo, autor da "Carta de Guia de Casados".
A estrutura foi reformada por iniciativa do governador-geral João Rodrigues de Vasconcelos e Sousa (1649-1654), vindo a ser sucedido, por volta de 1702, pelo Forte de Nossa Senhora de Monte Serrat.
BARRETTO (1958) computa uma segunda estrutura sob a invocação de São Filipe, também conhecido como Fortim de Itapagipe ou Fortim da Praia Grande, erguida próximo à Ribeira de Itapagipe, distante cerca de três quilômetros do Forte de Nossa Senhora de Monte Serrat, e que estava artilhado com quinze peças de diferentes calibres (op. cit., p. 175).